# 阿克伦 (科罗拉多州)
阿克伦（英語：Akron），是美国科罗拉多州华盛顿县下属的一座城市。建市于1887年9月22日，面积大约为2.629平方英里（6.809平方公里）。根据2010年美国人口普查，该市有人口1,702人。2011年估计该市有人口1,688人，相比2010年人口增长率为-0.82%。同时，论人口该市是科罗拉多州第120大城市。